# Vilhovîțea, Muncaci
Vilhovîțea (în ucraineană Вільховиця) este un sat în comuna Bîstrîțea din raionul Muncaci, regiunea Transcarpatia, Ucraina.

## Demografie
Componența lingvistică a localității Vilhovîțea
     Ucraineană (99,2%)
     Alte limbi (0,67%)
Conform recensământului din 2001, majoritatea populației localității Vilhovîțea era vorbitoare de ucraineană (99,2%), existând în minoritate și vorbitori de alte limbi.